# Efficacité énergétique (thermodynamique)
Cet article concerne la notion thermodynamique. Pour la notion de droit et d'économie, voir Efficacité énergétique (économie).
En physique et en ingénierie mécanique, l'efficacité énergétique (ou efficacité thermodynamique) est un nombre sans dimension, qui est le rapport entre ce qui peut être récupéré utilement de la machine sur ce qui a été dépensé pour la faire fonctionner. Aux États-Unis, pour les appareils et équipements résidentiels, elle est déterminée par le facteur énergétique (energy factor).
Cette notion est souvent confondue avec une définition du rendement thermodynamique, pour des systèmes dont l'efficacité énergétique théorique maximale est inférieure à un, comme les moteurs dithermes ou les moteurs électriques. Toutefois, il est déconseillé d'utiliser le terme de rendement à la place de l'expression efficacité énergétique pour des machines dont l'efficacité énergétique théorique maximale est supérieure à un, comme les systèmes disposant d'un cycle récepteur de la chaleur ambiante, telle une pompe à chaleur.
En économie, le terme d’efficacité énergétique est utilisé de manière synonyme de l’efficience énergétique, qui consiste à réduire les consommations d’énergie, à service rendu égal.

## Définition thermodynamique
L'efficacité énergétique d'un système est définie comme le rapport entre l'énergie utile en sortie de ce système, et l'énergie fournie par les utilisateurs en entrée de ce système :
{\displaystyle {\text{Efficacité énergétique}}={{\text{Énergie utile en sortie}} \over {\text{Énergie fournie en entrée}}}}
Derrière la simplicité apparente de cette définition, se cache la subtilité de son utilisation. La définition du système et particulièrement de ses frontières, de ses entrées et de ses sorties, peut changer fondamentalement les résultats, comme on peut le constater dans les exemples suivants.
L'expression « efficacité énergétique » peut également se rapporter à l'utilisation de techniques ou de pratiques pour réduire l'utilisation d'énergie.

### Lien avec le rendement
Pour un processus donné, on peut, d'une part, calculer son efficacité énergétique théorique, à partir des divers modèles thermodynamiques disponibles, et, d'autre part, on peut effectuer des mesures sur le processus tel qu'il est réalisé. Le rapport entre les efficacités mesurées et théoriques est alors appelé par certains auteurs rendement « effectif » (ou « industriel »).
{\displaystyle {\text{Rendement effectif}}={{\text{Efficacité énergétique mesurée}} \over {\text{Efficacité énergétique théorique}}}={{\text{Énergie utile en sortie mesurée}} \over {\text{Énergie utile en sortie théorique}}}}
car l'énergie en entrée est prise à la même valeur en théorie et en pratique.
Le deuxième principe de la thermodynamique nous assure que dans le processus réel, il y a toujours de l'énergie qui n'atteint pas la sortie utile du processus du fait des irréversibilités. L'énergie utile en sortie mesurée, et par conséquent l'efficacité énergétique mesurée, sont toujours inférieures à leurs correspondants théoriques.
Par conséquent, le rendement effectif est toujours inférieur à 1 (ou à 100 %), puisqu'il a été défini avec la plus grande valeur au dénominateur du rapport. Le seul processus dont le rendement peut être égal à 1 est le chauffage d'un volume fermé : toutes les irréversibilités se transforment en chaleur et sont ainsi utiles.
Si un rendement effectif est déterminé comme supérieur à 1 et que les mesures sont répétitivement justes, alors la seule explication est que le calcul de l'efficacité théorique est faux.

### Exemples d'utilisation

#### Dans un moteur
Dans le cas d'un moteur, il s'agit de (notée {\displaystyle \eta } - lettre grecque éta) :
{\displaystyle {\text{Efficacité}}=\eta ={W \over {\text{Énergie}}}}
où {\displaystyle W} est la quantité utile de travail produite par le système (en joules), et l'énergie est la quantité d'énergie (aussi en joules) utilisée pour faire fonctionner le système.
Une efficacité supérieure ou égale à 1 (100 %) est impossible pour un moteur à combustion utilisé pour le mouvement : il y a toujours des pertes thermiques vers le milieu ambiant, c'est ce que l'on peut quantifier dans l'étude du Cycle de Carnot. Par exemple, l'efficacité de Carnot entre 300 K et 900 K est de 1 - (300/900) soit 2/3, signifiant 1/3 de pertes thermodynamiques dans le cas idéal d'un moteur parfait.
Toutefois, pour un moteur utilisé en cogénération, par exemple pour chauffer le bâtiment qui l'abrite, alors ses pertes thermiques deviennent utiles, et on peut quasiment atteindre 100 % d'efficacité, mis à part les pertes des gaz d'échappement.

#### Dans un réfrigérateur
Dans le cas d'un réfrigérateur ou d'une pompe à chaleur, il s'agit de :
{\displaystyle {\text{Efficacité}}={Q \over {\text{Énergie}}}}
où {\displaystyle Q} est la chaleur utile échangée par le système (en joules) et l'énergie est celle (également en joules) utilisée pour faire fonctionner le système.
Dans le cas d'un réfrigérateur électrique, la chaleur utile est celle prélevée aux aliments et l'énergie utilisée est celle consommée à la prise électrique. Dans le cas d'une pompe à chaleur électrique, la chaleur utile est celle qui chauffe les locaux et l'énergie utilisée est toujours celle consommée. Dans les deux cas, l'énergie thermique prise dans le milieu ambiant (atmosphère, eau, rayonnement d'origine solaire ou autre) n'est pas comptée dans l'énergie utilisée pour faire fonctionner le système, du fait de la définition même du concept d'efficacité énergétique, et est donc « gratuite ».

#### Importance du choix du système analysé
L'analyse de l'efficacité d'une étape de transformation permet d'en optimiser la mise en œuvre, en choisissant par exemple les meilleures conditions locales, comme les températures de fonctionnement pour un moteur thermique ou une pompe à chaleur.
Toutefois, il faut souvent considérer une filière dans sa globalité pour faire des choix technologiques ou politiques : pour l'efficacité énergétique dans les transports, par exemple, on parle de l'efficacité énergétique de la source d'énergie primaire à la roue. Autrement dit, il s'agit de d'exprimer la quantité d'énergie dépensée pour amener du carburant à un véhicule.
Il faut aussi savoir si les équipements utilisés font partie du système analysé ou s'ils en constituent une entrée. On effectue alors une analyse du cycle de vie complet sous l'aspect énergétique, ce qui fait intervenir ce que l'on appelle l'énergie grise.
Par exemple, si l'on considère le système constitué par un panneau photovoltaïque, aucun utilisateur ne lui fournit d'énergie en entrée : la lumière du soleil est dans le milieu ambiant, au même titre que la chaleur ambiante pour une pompe à chaleur, et se transforme d'ailleurs en chaleur pour la majeure partie. Selon la définition thermodynamique ci-dessus, l'énergie fournie par les utilisateurs en entrée est nulle, de valeur 0. Quand l'énergie utile en sortie est nulle (i.e. le panneau ne fonctionne pas), l'efficacité est aussi nulle. Quand l'énergie utile en sortie n'est pas nulle, la division par zéro produit un rapport infini pour l'efficacité énergétique.
Les panneaux ont une durée de vie typique de 30 ans. Le temps de retour énergétique est difficile a évaluer puisqu'il dépend du taux d'ensoleillement, de l'inclinaison des panneaux, de leur température, de leur orientation, etc. Selon les études disponibles, le temps de retour énergétique est d’environ trois ans. Leur efficacité énergétique de cycle par rapport à l'énergie de fabrication peut donc être estimée à 100 % en trois ans, et à dix fois plus en dix périodes de 3 ans, soit 1000 % en 30 ans, leur durée de vie moyenne. Ces chiffres s'améliorent à chaque progrès sur les économies d'énergie lors de la fabrication, sur l'efficacité de conversion lors de l'utilisation et sur l'allongement de leur durée de vie.
Le même type d'analyse du cycle de vie permet de comparer des sources d'énergie différentes.

### Exemples d’efficacités énergétiques de conversion
Ces exemples sont utiles pour comparer des technologies. Toutefois, il faut bien comprendre la différence qui peut intervenir avec l'efficacité énergétique selon le contexte d'utilisation.
Par exemple, l'efficacité de conversion d'une cellule solaire peut être de 20 % pour les cellules monocristallines actuelles, et ce serait aussi l'efficacité énergétique si on utilise cette cellule éclairée par une ampoule électrique pour un système d'isolation galvanique.
Mais si on utilise cette cellule sous la lumière solaire, alors l'énergie fournie par les utilisateurs au système est nulle, et conséquemment l'efficacité énergétique d'utilisation du système est infinie.
| Processus de conversion                             | Efficacité énergétique de conversion |
| --------------------------------------------------- | --- |
| Génération électrique                               | |
| Turbine à gaz                                       | jusqu'à 40 % |
| Turbine à gaz plus Turbine à vapeur (cycle combiné) | jusqu'à 63,08 % |
| Turbine à vapeur                                    | jusqu'à 45 % |
| Turbine hydraulique                                 | jusqu'à 96 % (atteint en pratique) |
| Éolienne                                            | jusqu'à 59 % (limite théorique) |
| Cellule photovoltaïque                              | 20 % le plus souvent ; 33,7 % pour une jonction p-n unique (limite théorique)                                                               |
| Pile à combustible                                  | jusqu’à 85 % |
| Production d'électricité mondiale 2008              | Production brute 39 %, Production nette 33 %.                                                                                               |
| Stockage Électrique, batteries                      | |
| Accumulateur lithium-ion                            | 80–90 % |
| Accumulateur nickel-hydrure métallique              | 66 %-83 %, |
| Batterie au plomb                                   | 50–95 % |
| Machine/Moteur                                      | |
| Moteur à combustion                                 | 10-50 % |
| Moteur électrique                                   | 30-60 % (petits < 10 W) ; 50-90 % (entre 10 et 200 W) ; 70 - 99,99 % (plus de 200 W)                                                        |
| Turboréacteur                                       | 20-40 % |
| Processus naturel                                   | |
| Photosynthèse                                       | jusqu’à 6 % |
| Muscle                                              | 14 % - 27 % |
| Appareils domestiques                               | |
| Réfrigérateur domestique                            | bas de gamme ~ 20 % ; haut de gamme ~ 40 - 50 %[réf. nécessaire]                                                                            |
| Lampe à incandescence                               | 0,7 - 5,1 %, 5-10 % |
| Diode électroluminescente                           | 4,2 - 14,9 %, jusqu’à 35 % |
| Tube fluorescent                                    | 8,0 - 15,6 %, 28 % |
| Lampe à vapeur de sodium                            | 15,0 - 29,0 %, 40,5 % |
| Lampe à incandescence halogène                      | 9,5 - 17,0 %, 24 % |
| Alimentation à découpage                            | Actuellement jusqu’à 95 % en pratique |
| Chauffe-eau électrique                              | 90-95 % |
| Radiateur électrique                                | 100 % (toute l’énergie est convertie en chaleur)                                                                                            |
| Pompe à chaleur                                     | 300 % à 500 % selon les températures réelles, le maximum théorique étant de l'ordre de 1500 %, le minimum théorique étant supérieur à 100 % |
| Autres                                              | |
| Arme à feu                                          | ~30 % |
| Électrolyse de l'eau                                | 50 % - 70 % (80 % - 94 % maximum théorique)                                                                                                 |

## Législation
(décembre 2015).
Europe : En 2012, un nouveau projet de directive (d'une centaine de page) vise à remplacer deux directives sur les services énergétiques et la cogénération. Sous réserve de modifications (en septembre 2012 par le parlement européen qui devait la valider), elle consolide l'objectif de 2007 de diminuer de 20 % la consommation européenne primaire d'énergie par rapport aux prévisions (soit ne pas dépasser 1 474 Mtep d'énergie primaire ou 1 078 Mtep d'énergie finale).

Selon ce projet, chaque État doit élaborer un plan pour l'efficacité énergétique sur un même modèle (permettant une comparaison entre États), avec des objectifs à atteindre en 2014, 2017 et 2020, incluant une feuille de route à long terme pour la rénovation des bâtiments (articles 3A et 4), avec à court terme une rénovation de 3 % par an des bâtiments publics des autorités nationales centrales.
Si en 2014 la Commission européenne observe des dérives par rapport à l'objectif, des objectifs et mesures contraignantes seront prises (articles 1, 3 et 19 de la directive). Les marchés publics (19 % du PIB européen) doivent donner l'exemple en achetant des produits écocertifiés et plus verts. Cet article (article 5) sera sans doute revu en 2015 après la réforme de la législation européenne encadrant les marchés publics qui doit prendre en compte le cycle de vie des produits et services dans les calculs et appels d'offres. Les fournisseurs d'énergie auront obligation via les certificats blancs de contribuer à cet effort (3⁄4 du potentiel d'économies d'énergie) (article 6). Des audits énergétiques seront obligatoires dans les grandes entreprises (article 7). Les consommateurs seront mieux associés à la conception des plans (via ONG de consommateurs) et mieux informés (articles 8 et 8A), notamment par des compteurs en temps réel et des factures plus claires et plus fréquentes. Le potentiel de Cogénération doit être évalué avant 2015, par État, et la cogénération sera prioritaire sur les réseaux, mais après le renouvelable, avec analyses coûts-bénéfice par projet de centrale (avec exemptions possible dont pour le nucléaire) (article 10). L'efficience des réseaux d'électricité et gaz doit être améliorée. L'article 13 impose des démarches de certification et compétence (personnel qualifié pour les audits, service, installation, gestion…).
Les États devaient à partir de sa date de publication disposer de 18 mois pour appliquer la directive. L'article 13A prévoit une plate-forme européenne d'information sur les moyens d'améliorer l'efficacité énergétique et les États doivent encourager la création (article 14) de « sociétés de services énergétiques », dont auprès des PME, avec des contrats-modèles, en s'assurant que les distributeurs et fournisseurs d'énergie ne fassent pas obstacle. L'article 15A propose la création de fonds dédiés, éventuellement à partir des enchères de quota sur le marché du carbone pour financer la rénovation de bâtiments, avec les institutions financières européennes. Et un gel des enchères de quotas pourrait être décidé pour « doper » le marché du carbone.